# 法国东方汇理银行
法国东方汇理银行（Crédit Agricole・CIB，Crédit Agricole Corporate and Investment Bank）是法国金融机构法国农业信贷银行（CA）旗下的投資銀行。该行在世界上58个国家和地区拥有分支机构，员工人数达13,000人。

## 沿革
东方汇理银行被收购后，自1997年至2002年多次與法國農業信貸銀行進行資產重組，2004年4月30日法国农业信贷银行完成收購里昂信貸銀行並易名 Calyon。2010年2月6日再由 Calyon 易名至 Credit Agricole Corporate and Investment Bank 。法国农业信贷银行使用法国东方汇理银行作为 Credit Agricole Corporate and Investment Bank 的中文译名。
2012年7月21日，中信証券通過全資附屬公司中信証券國際，以12.52億美元（約97.25億港元）向東方匯理收購里昂證券亞洲業務全數股權，成為內地首家成功收購海外券行的券商。中信証券表示，會先支付3.03億美元收購里昂證券19.9%股權，在完成後續交易相關的內部及外部審批程序的基礎上，再以9.4168億美元收購里昂證券餘下80.1%股權，但這部份股權收購或需臨時股東大會上獲股東批准。
2019年12月20日，中國銀保監會批准東方匯理資產管理公司和中銀理財有限責任公司在上海合資設立理財公司，東方匯理出資55%，中銀理財出資45%，成為中国大陆第一家外資控股理財公司。

## 业务领域

### 投资银行
法国东方汇理银行与法国内外企业共同成长。它主要经营融资业务和一系列企业融资业务。

### 市场银行
法国东方汇理银行同时经营标准和结构化市场产品的交易：汇率产品，利率衍生品，债务产品以及信用市场、原材料市场和货币市场的业务。
2011年法国东方汇理银行宣布停止股票衍生品和原材料衍生品的交易。

### 结构性融资
这类业务旨在发起、结构化以及融资给大型出口和投资交易，主要以安全性抵押方为基础，如飞机、轮船、企业不动产、原材料等，或者结构性信用为基础。

### 债务优化与发行
伴随2012年新型研发-发行模型的建立，债务优化与发行业务得以推出。 主要服务于对企业和金融机构进行中长期的银团贷款和双边贷款的研发、结构化和发行安排。

### 商业和贸易银行
一项为企业和金融机构提供的商业银行服务：非结构化融资、抵押与担保、出口和交易融资、资金与资源管理。

### 经纪业务
法国东方汇理银行通过其旗下的盛富证券（欧洲/中东...），法国里昂证券（亚洲），法国农业信贷银行证券（美国）和新际（Newedge）(与法国兴业银行共同持有)、全球金融衍生工具，为客户提供股票和上市衍生品的证券经纪服务。
2012年11月，法国东方汇理银行将里昂信贷转让给中信证券 。
2013年4月，开普勒完成对盛富证券的并购。

## 业务覆蓋

#### 中國大陸
現於上海開設了總部，並於上海、廣州、天津、廈門及北京五地設立了分行，以及於深圳設立了代表處。

## 關連項目
- 东方汇理银行
- 法國農業信貸銀行